# Saint-Hilaire-le-Châtel
 Saint-Hilaire-le-Châtel  es una población y comuna francesa, situada en la región de Baja Normandía, departamento de Orne, en el distrito de Mortagne-au-Perche y cantón de Mortagne-au-Perche.

## Demografía
| 566 | 505 | 492 | 564 | 569 | 576 |
| Para los censos de 1962 a 1999 la población legal corresponde a la población sin duplicidades (Fuente: INSEE [Consultar]) |     |     |     |     |     |